# 星云巨口鱼
星云巨口鱼（学名：Stomias nebulosus）为輻鰭魚綱巨口魚目巨口鱼科巨口鱼属的鱼类，俗名金龙巨口鱼。分布于太平洋、印度洋以及南海等海域，屬深海魚類，棲息深度640-730公尺，體長可達18公分。